# Acystopteris
Acystopteris is een geslacht van drie soorten varens uit de familie Cystopteridaceae.
Acystopteris-soorten komen voor in tropische zones van Azië, van de Himalaya tot Japan en Malesië.

## Naamgeving enetymologie
- Synoniem: Cystopteris subgen. Acystopteris (Nakai) Blasdell (1963)

De botanische naam Acystopteris is afgeleid van het Oudgriekse 'a-' (niet) en van het geslacht Cystopteris.

## Kenmerken
Acystopteris-soorten zijn voornamelijk terrestrische varens met tot 60 cm lange, driehoekige, drievoudig geveerde bladen. Ze komen over het algemeen voor op schaduwrijke bosbodems.

## Soorten
Het geslacht telt drie soorten.
- Acystopteris japonica (Luerss.) Nakai (1933)
- Acystopteris taiwaniana (Tagawa) Á.Löve & D.Löve (1977)
- Acystopteris tenuisecta (Blume) Tagawa (1938)

Acystopteris · Cystoathyrium · Cystopteris · Gymnocarpium (Driehoeksvaren)